# Associação Desportiva e Cultural de Lobão
Maillots
Le Associação Desportiva e Cultural de Lobão est un club de football féminin basé à Lobão (Santa Maria da Feira).

## Histoire
Les origines de la section féminine se trouvent courant fin des années 80 début des années 90. Dès la saison 1991-1992, l'équipe participe au championnat de première division portugaise, terminant 4e de la zone A. Il faut attendre l'arrivée d'Alfredina Silva et quelques joueuses du Boavista Futebol Clube, en 1993. Cette dernière en est l'entraîneur-joueuse et insuffle un nouvel esprit, qui fait du club le vice-champion 1995-96, soit dès sa première saison à la tête des blanches et bleues. Elles renouvellent l'exploit la saison suivante, restant à 4 points du Boavista qui remporte son dixième titre d'affilée. Elles remportent le titre lors de la saison suivante, mettant ainsi fin à l'hégémonie du Boavista Porto au bout de 10 saisons de championnats. Malheureusement pour raison économique le club de Lobão (Santa Maria da Feira) met un terme à sa section féminine en 1997. 
Avec 1 titre national, l'Associação Desportiva e Cultural de Lobão devient une référence du football féminin dans tout le pays. Non par son titre mais surtout pour avoir mis fin à la suprématie des voisines portistas, le Boavista.

### Dates clés
- 1991 : 1er match officiel de la section en Championnat du Portugal de football féminin
- 1994 : Vice-champion du Campeonato Nacional Feminino
- 1995 : Vice-champion du Campeonato Nacional Feminino
- 1996 : Champion du Portugal du Campeonato Nacional Feminino
- 1997 : Fin de la section féminine

## Résultats sportifs

### Palmarès
Le palmarès de l'Associação Desportiva e Cultural de Lobão comporte un Championnat du Portugal.
Le tableau suivant liste le palmarès du club actualisé à l'issue de la saison 1996-1997 dans les différentes compétitions officielles aux niveaux national et régional.
| Compétitions nationales                                                          | Compétitions régionales                                               |
| - Championnat du Portugal (1) - Champion : 1996. - Vice-champion : 1994 et 1995. | - Championnat de l'AF Aveiro (4) - Champion : 1994, 1995, 1996, 1997. |

### Bilan saison par saison
Le tableau suivant retrace le parcours du club depuis la création du Campeonato Nacional en 1985.
| Édition   | Division 1                             | Division 2                             | Divisions régionales                   | Coupe du Portugal                      | Supercoupe du Portugal                 | Coupe de la Ligue                      |
| 1985-1986 | -                                      | Championnat inexistant                 | -                                      | Coupe inexistante                      | Supercoupe inexistante                 | Coupe de la Ligue inexistante          |
| 1986-1987 | -                                      | Championnat inexistant                 | -                                      | Coupe inexistante                      | Supercoupe inexistante                 | Coupe de la Ligue inexistante          |
| 1987-1988 | -                                      | Championnat inexistant                 | -                                      | Coupe inexistante                      | Supercoupe inexistante                 | Coupe de la Ligue inexistante          |
| 1988-1989 | -                                      | Championnat inexistant                 | -                                      | Coupe inexistante                      | Supercoupe inexistante                 | Coupe de la Ligue inexistante          |
| 1989-1990 | -                                      | Championnat inexistant                 | -                                      | Coupe inexistante                      | Supercoupe inexistante                 | Coupe de la Ligue inexistante          |
| 1990-1991 | -                                      | Championnat inexistant                 | -                                      | Coupe inexistante                      | Supercoupe inexistante                 | Coupe de la Ligue inexistante          |
| 1991-1992 | 4e Zone A                              | Championnat inexistant                 | -                                      | Coupe inexistante                      | Supercoupe inexistante                 | Coupe de la Ligue inexistante          |
| 1992-1993 | 3e Zone A                              | Championnat inexistant                 | -                                      | Coupe inexistante                      | Supercoupe inexistante                 | Coupe de la Ligue inexistante          |
| 1993-1994 | 2e                                     | Championnat inexistant                 | Vainqueur                              | Coupe inexistante                      | Supercoupe inexistante                 | Coupe de la Ligue inexistante          |
| 1994-1995 | 2e                                     | Championnat inexistant                 | Vainqueur                              | Coupe inexistante                      | Supercoupe inexistante                 | Coupe de la Ligue inexistante          |
| 1995-1996 | Vainqueur                              | Championnat inexistant                 | Vainqueur                              | Coupe inexistante                      | Supercoupe inexistante                 | Coupe de la Ligue inexistante          |
| 1996-1997 | 3e                                     | Championnat inexistant                 | Vainqueur                              | Coupe inexistante                      | Supercoupe inexistante                 | Coupe de la Ligue inexistante          |
| 1997-1998 | Mise en sommeil de la section féminine | Mise en sommeil de la section féminine | Mise en sommeil de la section féminine | Mise en sommeil de la section féminine | Mise en sommeil de la section féminine | Mise en sommeil de la section féminine |

## Personnalités du club

### Joueuses championnes du Portugal 1996
- Bé
- Sónia Barbosa
- Paula Mesquita
- Alfredina
- Paula Cristina
- Figo
- Sónia Silva
- Virgínia Volta

### Entraîneurs
| Entraîneurs années 1980 - 1997 |
| - 1993-1997 : Alfredina Silva  |